# Empoasca calcara
Empoasca calcara är en insektsart som beskrevs av Delong 1932. Empoasca calcara ingår i släktet Empoasca och familjen dvärgstritar. Inga underarter finns listade i Catalogue of Life.